# Martin Bucer
Vous lisez un « bon article » labellisé en 2014.
Martin Bucer (ou Butzer), né le 11 novembre 1491 à Sélestat et mort le 28 février 1551 à Cambridge, est un théologien et un réformateur protestant allemand, originaire d'Alsace. Il est à l'origine de la confirmation protestante.
Humaniste et théologien original, Martin Bucer est l'une des figures de proue de la Réforme protestante au XVIe siècle, même s'il n'a pas bénéficié de la postérité d'un Luther, d'un Zwingli ou d'un Calvin. Grand admirateur de Luther, Bucer est présent à la dispute de Heidelberg en 1518, ainsi qu'à la plupart des grandes discussions théologiques du Saint-Empire romain germanique, jusqu'à la diète d'Augsbourg de 1548. Progressivement, il est devenu le chef de l'Église strasbourgeoise, où il œuvre de 1523 à 1549. C'est avec ce statut qu'il rédige la Confession tétrapolitaine, c'est-à-dire la confession de foi de Strasbourg, Memmingen, Constance et Lindau. Sa vie est marquée par les efforts de réconciliation, souvent vains, qu'il déploya entre Luther et Zwingli, faisant de lui le réformateur à la fois le plus conciliateur de son temps, mais aussi le plus voyageur (il a effectué plus d'une quarantaine de voyages afin de convaincre les différents tenants de la Réforme).
Malgré sa passion de l'unité des chrétiens et ses talents de médiateur, il est obligé de fuir Strasbourg à cause de son rejet de l'Intérim de Charles Quint et de passer la fin de sa vie en exil en Angleterre. Son type d'Église ne survit pas à son départ, la Tétrapolitaine étant abandonnée quelques années plus tard.

## Biographie

### Jeunesse

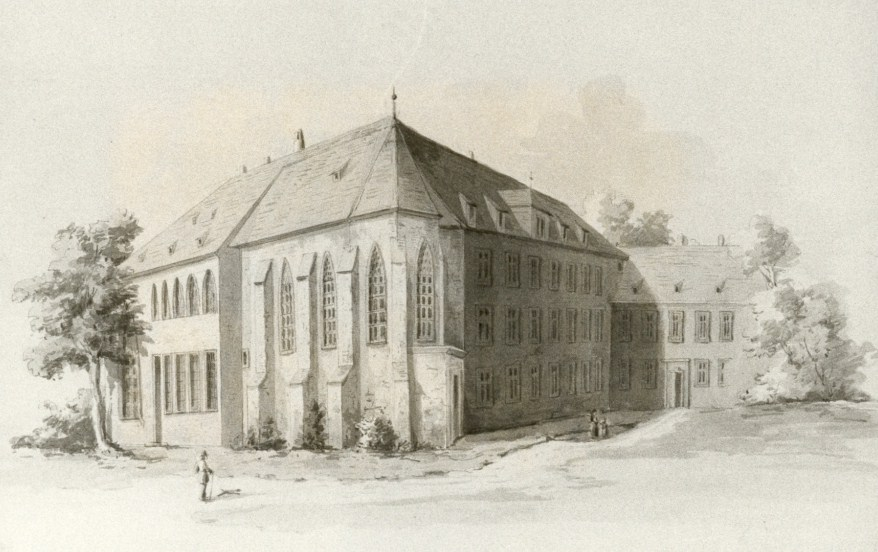
Le couvent des Dominicains à Heidelberg - Coll. Kurpfälzisches Museum Heidelberg.

Martin Bucer naît au sein d'une modeste famille de Sélestat, au 7 impasse Plobmann. Il est le fils de Claus Bucer, tonnelier, et d'Eva N., qui a été pendant quelque temps sage-femme si l'on en croit la tradition. Cependant, il est surtout élevé par son grand-père, également tonnelier. En effet, le père quitte définitivement Sélestat en 1501, peut-être même avec son épouse (dont on ne sait quasiment rien). Sa présence est attestée à Strasbourg en 1508, année durant laquelle il acquit le droit de bourgeoisie. Martin Bucer, quant à lui, entre en 1506-1507 au couvent dominicain de Sélestat, puis il est envoyé à celui de Heidelberg, où il est immatriculé à l'université en 1517. Il séjourne aussi régulièrement à Mayence. Il se consacre alors à l'étude de la scolastique médiévale (de Thomas d'Aquin essentiellement), ainsi qu'à la lecture des ouvrages des humanistes. Il fait sien le programme d'Érasme, qui veut renouveler le christianisme par le retour à ses sources et par la simplification des institutions, des doctrines et des rites.

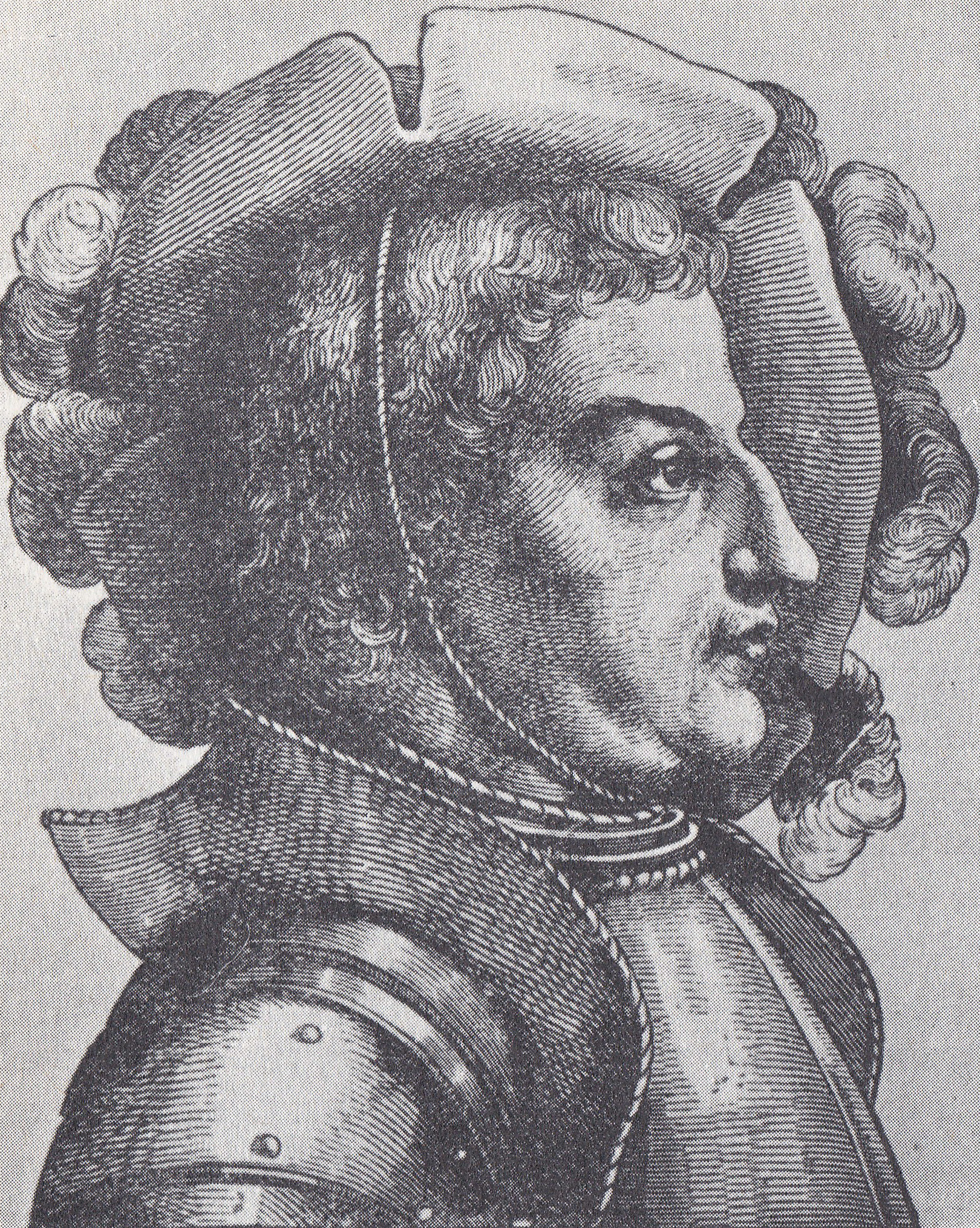
Franz von Sickingen, le protecteur de Martin Bucer au début de la Réforme.

À la fin du mois d'avril 1518, Bucer assiste à la dispute que tient dans la ville Martin Luther. Fasciné par son discours, il lui demande une entrevue. Dès lors, il devient un fidèle partisan des idées de ce frère augustin dissident. Cela ne lui cause tout d'abord pas de tort, les dirigeants de l'Université étant favorables à l'humanisme chrétien. Il en profite pour perfectionner sa connaissance du grec et de l'hébreu. Il commence également à correspondre avec des humanistes et des théologiens évangéliques comme Beatus Rhenanus, Wolfgang Capiton ou Ulrich von Hutten. Il est apprécié pour ses performances dialectiques, son excellente mémoire et sa rapidité de réplique lors des disputes religieuses.
Cependant, il devient rapidement suspect aux yeux de l'Inquisition. Il est obligé de fuir Heidelberg au début de l'année 1521. Il trouve tout d'abord refuge à Spire où se trouvent plusieurs de ses amis. Il se rend ensuite auprès du chevalier Franz von Sickingen et de Hutten à l'Ebernburg. Il conseille à Luther de venir les rejoindre au lieu de se rendre à la diète de Worms, mais celui-ci refuse. C'est à cette époque qu'il aurait écrit deux pamphlets anonymes, le Neu Karsthans et Ein schöner dialogus und gesprech zwischen eim pfarrer und ein schultheiss, même si cette hypothèse reste controversée.
Entretemps, il obtient un bref pontifical qui lui permet de se faire dispenser de ses vœux monastiques. Il se met alors au service du comte palatin Frédéric (le futur électeur Frédéric II) en tant que chapelain, malgré les mises en garde de ses amis. Il le suit notamment à Nuremberg, où il prend contact avec les humanistes et les évangéliques de la ville. Il accepte ensuite la cure que lui propose Sickingen à Landstuhl, où il rencontre Élisabeth Silbereisen, une ancienne nonne de Lobbach. Bravant les interdits, il se marie avec elle durant l'été 1522 et devient ainsi l'un des tout premiers prêtres mariés.
À l'automne 1522, le jeune couple quitte en catastrophe Landstuhl à la suite de la défaite de Sickingen à Trèves. Bucer pense alors pouvoir reprendre ses études, cette fois-ci à Wittemberg, mais il est retenu à Wissembourg par le curé de la paroisse Saint-Jean, Henri Motherer. Il y prêche de novembre 1522 à avril 1523, malgré les citations à comparaître devant l'évêque de Spire. Ce dernier, irrité par l'attitude de Bucer, l'excommunie. Les Wissembourgeois demandent à Motherer, Bucer et à leurs épouses de partir en cachette, par peur des représailles des princes coalisés après l'écrasement définitif de la rébellion menée par Sickingen, ce dernier ayant été tué. Ils décident alors de trouver refuge dans une ville alliée, Strasbourg.

### Le réformateur de Strasbourg

#### Des débuts difficiles

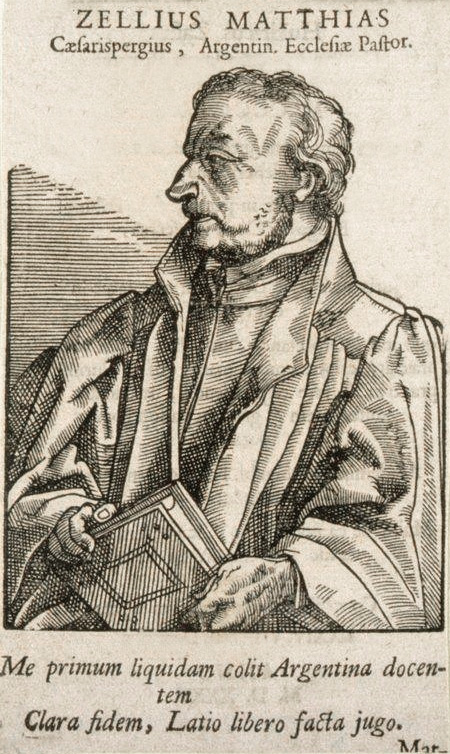
Matthieu Zell, le premier réformateur de Strasbourg, chez qui Bucer trouve refuge en 1523.

Lorsque Bucer arrive en mai 1523 à Strasbourg, il est sans le sou et sa femme est enceinte. Le couple loge essentiellement chez le père de Bucer qui, en tant que bourgeois, peut lui apporter une certaine protection. Bucer est également accueilli par Matthieu Zell, curé de la chapelle Saint-Laurent de la cathédrale Notre-Dame et initiateur de la Réforme au sein de Strasbourg. Ce dernier aide Bucer à s'installer et à gagner sa vie, en lui proposant de donner des cours bibliques semi-publics et de l'aider au sein de sa paroisse. C'est également grâce à une initiative de Zell qu'il commence à pouvoir prêcher, celui-ci lui laissant de temps en temps sa chaire. L'amitié entre les deux hommes est telle que c'est à Bucer que Zell demande la bénédiction de son union avec Catherine Schutz. Il continue parallèlement à développer sa propre pensée théologique, en publiant trois ouvrages durant l'été 1523, dont le premier (Das ym selbs niemant, sonder anderen leben soll ou Traité de l'amour du prochain) élabore déjà un programme de la Réforme strasbourgeoise, axé principalement sur un christianisme de la pratique.
À partir de 1524, la situation des Bucer s'améliore. Tout d'abord élu prédicateur de la paroisse Sainte-Aurélie, Martin Bucer en devint le pasteur dès le mois d'août. De ce fait, il peut enfin participer activement à l'élaboration du nouveau culte évangélique. Il est chargé par les autres réformateurs d'en dresser le tableau justificatif dans le Grund und ursach aus gotlicher schrifft der neuwerungen. Afin de propager la nouvelle doctrine, il entreprend de traduire de l'allemand vers le latin des cycles de sermons de Luther.
En 1525, la Guerre des paysans éclate. Bucer, Capiton et Zell essayent, sans succès, de détourner les révoltés de leurs actions violentes. En réaction à ce soulèvement dans les campagnes, les messes sont momentanément supprimées à Strasbourg, à l'exception de celles données dans les quatre églises principales. Dans un même temps, les querelles deviennent de plus en plus vives entre partisans de Luther et de Zwingli, ce qui désespère Bucer qui correspond avec des membres des deux camps. Il multiplie donc les prises de contact afin de trouver une solution pour conserver l'unité du mouvement évangélique. Cependant, c'est là aussi un échec, étant donné qu'il est finalement lui-même mêlé aux dissensions en publiant des traductions de Luther qui reflètent plutôt sa propre vision de l'eucharistie, proche de Zwingli, que celle du réformateur allemand. Les Wittenbourgeois, outrés, réagirent publiquement et Bucer se voit dans l'obligation de défendre sa supercherie dans une Apologia. La situation continue à se dégrader à l'intérieur même des murs de Strasbourg, avec la progression des différents courants de la Réforme radicale, en particulier des anabaptistes et des spiritualistes, ce qui apporte là aussi la discorde sur la constitution de la nouvelle Église. Bucer monte en lice contre eux dans Getreue Warnung, qu'il publie dès 1527, et dans son premier Commentaire de l'Épître aux Éphésiens.

#### Bucer, chef de l'Église strasbourgeoise

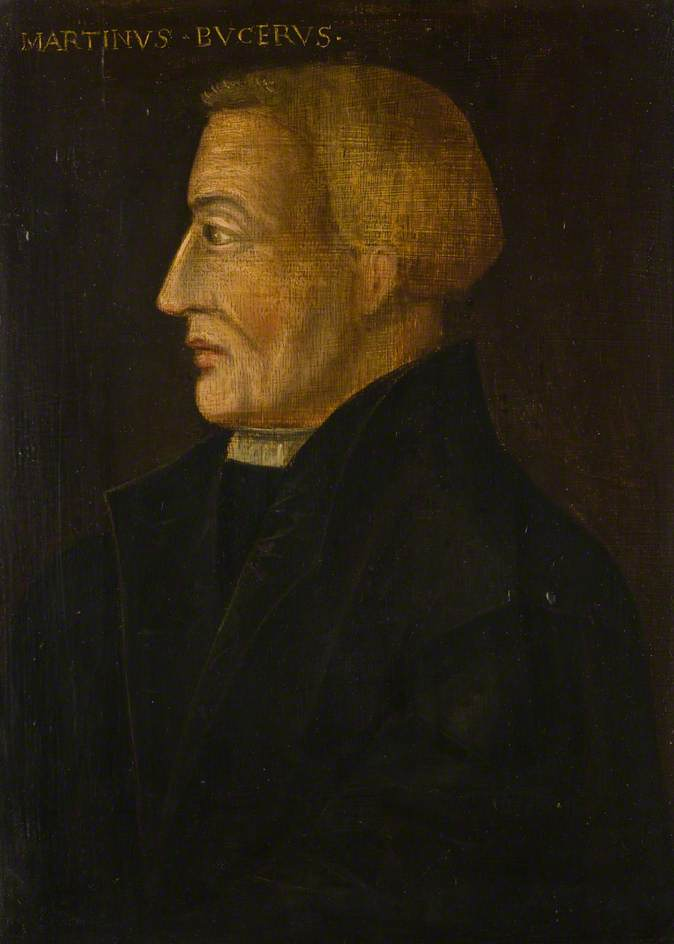
Portrait de Bucer datant du XVIIe siècle.

Dans les différents conflits qui agitent le développement de la Réforme, Bucer s'impose progressivement comme le porte-parole du mouvement évangélique strasbourgeois, à la fois vis-à-vis des autorités municipales, des représentants de l'Église catholique (comme Thomas Murner) et des mouvements radicaux dissidents. En janvier 1528, il fait son entrée avec Capiton sur la scène européenne, en participant à la dispute de Berne qui aboutit au passage à la Réforme de ce puissant canton suisse. Il y trouve de nouveaux appuis, comme le réformateur de Constance, Ambroise Blaurer, qui devient son principal confident. Il poursuit ses efforts quant à une politique d'alliance entre les évangéliques avec de plus en plus d'assurance, proposant une Vergleichung (littéralement une « comparaison ») entre Luther et Zwingli en 1529. C'est également en 1529 qu'il publie, sous le nom d'Aretius Felinus, afin de dérouter l'Inquisition, un Commentaire des Psaumes. Le dédiant au Dauphin de France, il s'y présente comme un théologien français et y fait état de ses connaissances en exégèse rabbinique.
Le 20 février 1529, la messe catholique est supprimée dans toutes les églises de Strasbourg à la suite d'un vote des échevins. La ville bascule dans le camp protestant, ce qui permet à Bucer de gagner encore en autorité. Il devient pasteur de la paroisse Saint-Thomas en 1530 et consacre beaucoup de son temps à l'enseignement de l'exégèse et à l'écriture de ses livres. Il est mis à la tête de l'organisation de la nouvelle Église, écrivant la confession propre de celle-ci, la Confession tétrapolitaine lors de la diète d'Augsbourg en 1530, qui est appliquée dans quatre villes libres d'Empire, (Strasbourg, Memmingen, Constance et Lindau). Il préside également le Convent ecclésiastique, composé des sept pasteurs de la ville, du prédicateur de la cathédrale, des pasteurs de Schiltigheim et de la Robertsau et des vicaires, devenu un organisme officiel de la ville à la suite de l'ordonnance du 30 octobre 1531. Dans sa lutte contre les non-conformistes, il mène plusieurs disputes avec Pilgram Marpeck, Caspar Schwenckfeld, Clément Ziegler et Melchior Hoffman. Son effort se conjugue à celui des autorités civiles, Bucer obtenant du Magistrat en octobre 1531 l'institution des Kirchenpflerger, chargés de veiller au respect de la nouvelle doctrine en ville. En juin 1533, un synode rassemblant les pasteurs, les professeurs et les Kirchenpfleger est organisé, présidé par quatre membres du Magistrat. Avant tout chargé d'établir un texte fixant l'organisation de l'Église, il se charge également de réduire au silence les revendications des non-conformistes. Bucer prend une grande part à la rédaction. L'Ordonnance ecclésiastique qui en résulte alors est valable jusqu'en 1598.
Après l'élaboration de ce texte, Bucer souhaite également réorganiser le système scolaire. Avec son collègue Hédion, le pédagogue humaniste Jean Sturm et le scolarque Jacques Sturm, il est le principal promoteur de l'ouverture du Gymnase en 1538. Il écrit des commentaires qu'il souhaite instructifs et éducateurs pour les étudiants, à l'image de son commentaire de l'Épître aux Romains qui passe pour être son meilleur travail d'exégète.

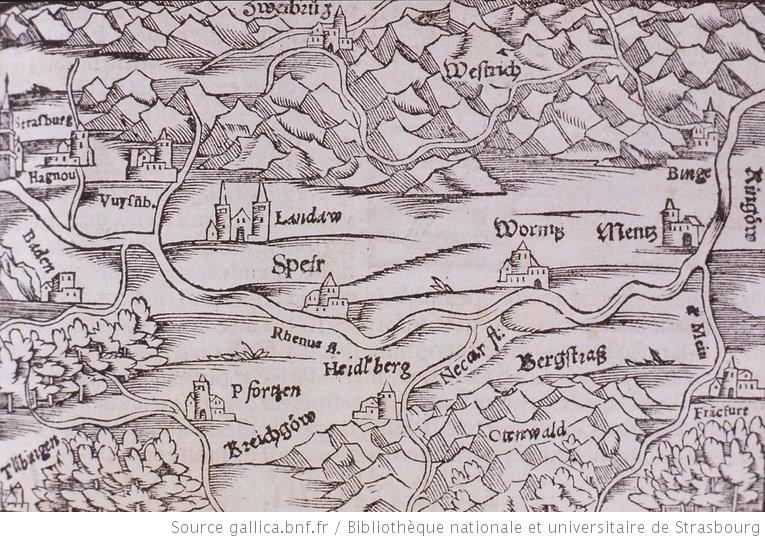
Carte représentant Strasbourg et l'Allemagne au milieu du XVIe siècle - coll. BNUS.

Parallèlement à cette intense activité strasbourgeoise, il continue également à se manifester aux différents colloques organisés dans l'Empire. En plus de la diète d'Augsbourg, il assiste au colloque de Marbourg en 1529. Il poursuit ses tentatives de réconciliation entre Zwingli et Luther. Il participe également à l'introduction de la Réforme dans de nouvelles régions, comme à Ulm. Les morts de Zwingli et d'Œcolampade à la fin de l'année 1531 amènent les Strasbourgeois à se rallier à la Ligue de Smalkalde et donc à signer la confession luthérienne dite d'Augsbourg, ce que Bucer justifie à l'assemblée de Schweinfurt en avril 1532. Strasbourg étant alliée dorénavant aux princes protestants allemands, Bucer cherche ensuite à trouver une entente avec les Suisses, effectuant dans ce but plusieurs voyages. En mai 1536, accompagné de Capiton et des délégués de l'Allemagne du sud-ouest, il conclut avec Luther la Concorde de Wittemberg et il réussit à ramener à l'Église la majorité des anabaptistes de Hesse en faisant introduire dans les Ordonnances ecclésiastiques la confirmation des catéchumènes et l'exercice de la discipline des mœurs par les « anciens ». Grâce à Bucer, la Concorde de Wittenberg permet un véritable rapprochement entre les protestants et la future hégémonie du luthéranisme doctrinal ; il s'agit de sa plus grande réalisation.
Fin 1538, peu avant la mort du duc Georges de Saxe, un colloque est organisé à Leipzig autour des projets de réformes religieuses envisagés au sein du duché. L'électorat de Saxe envoie Melanchthon et Philippe de Hesse Bucer. Le duché est représenté par Georg Witzel, un ancien luthérien reconverti au catholicisme. Lors des discussions qui se déroulent du 2 au 7 janvier 1539, Bucer et Witzel conviennent de reporter les points de doctrine controversés, mais Melanchthon quitte les débats, estimant que l'unité doctrinale est une condition préalable à tout projet de réforme. Bucer et Witzel se mettent d'accord sur quinze articles couvrant diverses questions relatives à la vie de l'Église. Pour autant, Bucer ne fait aucune concession doctrinale préférant rester silencieux sur des questions cruciales telles que la messe et la papauté. Son approche œcuménique suscite de vives critiques de la part des autres réformateurs.
En mai 1539 se tient un nouveau synode, où il est surtout question de la discipline ecclésiastique. Beaucoup étaient déçus par l'attitude des pouvoirs publics qui n'aidaient pas à combattre l'immoralité au sein de la ville. Les Kirchenpfleger ne faisaient pas le minimum de ce que Bucer et ses amis attendaient d'eux. Il y a un gouffre entre les attentes des réformateurs et les visées pragmatiques des dirigeants qui, s'ils agréaient la nouvelle doctrine, pouvaient également très bien discuter de l'agrandissement du lupanar de la ville. Progressivement, Bucer se tourne vers une nouvelle voie, en créant une discipline « interne » à l'Église en créant des Christlichen Gemeinschafften, des petites communautés de chrétiens professants et engagés au sein des paroisses, même si celles-ci restent multitudinistes. Il tente également d'introduire l'excommunication, mais Hédion s'y oppose catégoriquement.
Le ciel bucérien s’assombrit définitivement à partir de 1540. Son écriture se fait de plus en plus incisive, il continue inlassablement ses voyages, et pourtant, ses entreprises s'enlisent. Son projet unificateur, colporté par son activité débordante, irrite de plus en plus, agaçant même Philippe de Hesse, prince et chef de file des protestants de la Ligue de Smalkalde. Martin Bucer éprouve pour lui un profond respect jusqu'au jour où Philippe prend une seconde épouse, au grand effroi des évangéliques. Bucer s'attire la suspicion et le désaveu de bon nombre de ses amis à cause de ses concessions de plus en plus importantes. Il subit une cuisante défaite lors de la diète de Ratisbonne, où ni les catholiques ni les protestants ne cherchent à s'entendre, malgré la demande de Charles Quint. En 1541 également, il perd sa femme ainsi que la plupart de ses enfants lors d'une grande épidémie de peste qui ravage la ville. Quelque temps plus tard, il se remarie avec Wibrandis Rosenblatt, la veuve de Capiton, ce dernier ayant lui aussi succombé à la maladie.
Gardant espoir, Bucer est nommé chanoine au chapitre de Saint-Thomas, dont il devient le doyen en 1544. Il tisse des liens avec de nouvelles communautés, comme les Frères tchèques. Hermann von Wied, l'archevêque-électeur de Cologne, fait appel à lui afin de l'aider à réformer son évêché. Il passe donc huit mois à Bonn pour y effectuer un voyage préparatoire. Là-bas, il rédige avec Philippe Mélanchthon une ordonnance ecclésiastique très modérée, mais qui provoque toutefois la haine du magistrat, du clergé et de l'université de Cologne. Bucer subit par conséquent un nouvel échec, d'autant plus que l'archevêque est obligé de démissionner peu de temps après.

### L'exil

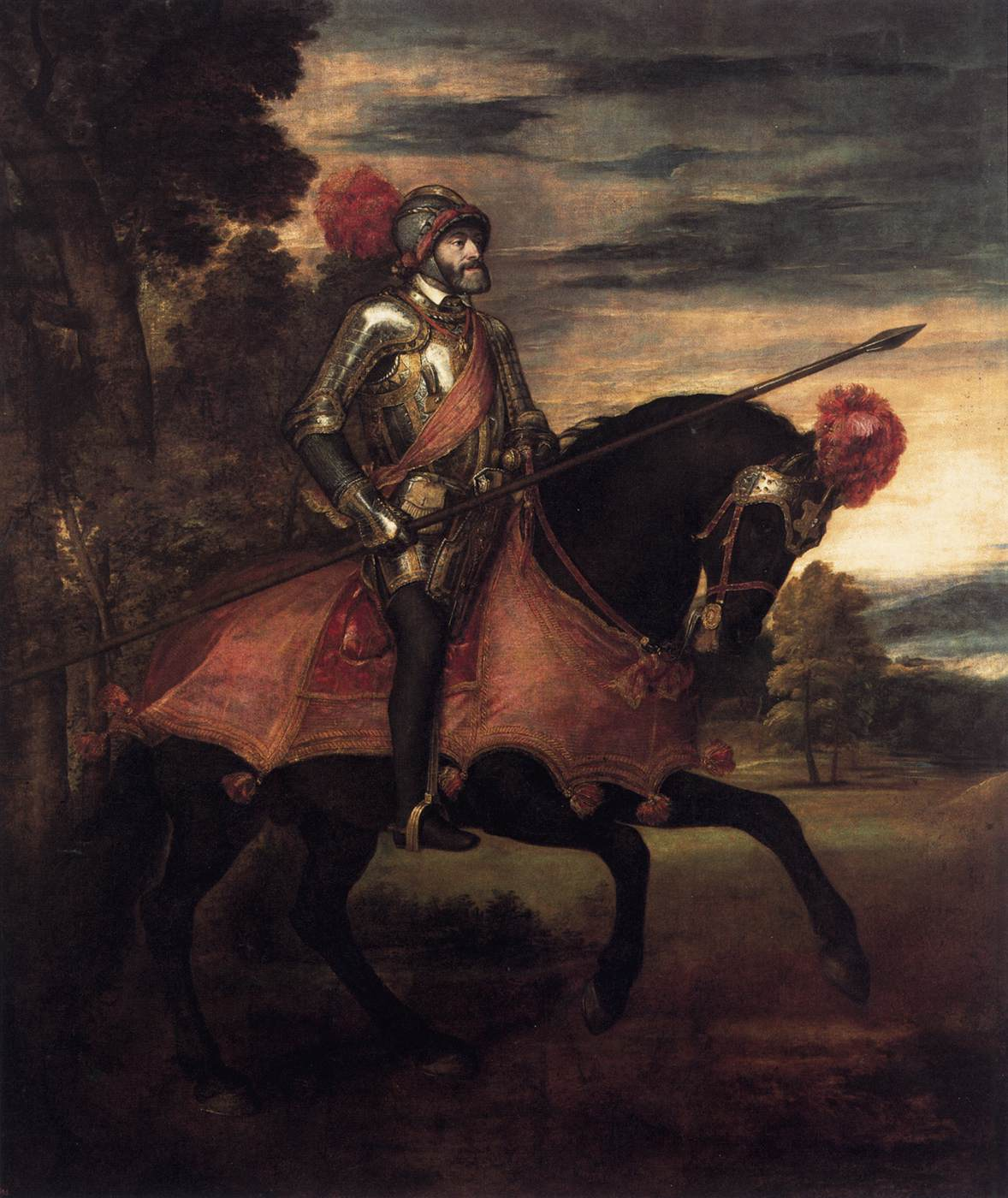
Charles Quint à la bataille de Mühlberg par Titien.

Après la terrible débâcle protestante de Mühlberg en avril 1547, qui signe la chute de la Ligue, Charles Quint souhaite établir son propre règlement religieux. Il convoque Bucer lors d'une nouvelle diète à Augsbourg, afin de trouver un compromis avec un théologien connu et d'obtenir ainsi une certaine légitimité. Après trois semaines de discussions, Bucer donne timidement son accord sous réserve d'apporter au texte des modifications. Grâce à cela, il peut rentrer à Strasbourg, où il ne tarde pas à rejeter l'Interim, entre-temps imposé par l'empereur. Dans le Summarischer Vergriff, il déclare qu'il garde les convictions qu'il défend depuis 1523 et demande à ses lecteurs de rejeter le texte impérial. La réaction de l'empereur ne se fait pas attendre : il ordonne qu'on en brûle toutes les copies. Cependant, Strasbourg étant menacée, elle doit entamer des discussions avec l'Évêque devant les victoires successives de Charles Quint, comme à Constance, membre de la Tétrapolitaine. Par conséquent, les autorités ordonnent à Bucer de quitter la ville, le réformateur étant devenu un élément de trouble détesté par la plupart des dirigeants. Il se réfugie alors pendant trois semaines chez Catherine Zell, retournant dans la maison qui l'avait autrefois accueilli. Une fois sa fuite préparée, il quitte Strasbourg avec Paul Fagius et se rend au mois d'août 1549 en Angleterre.

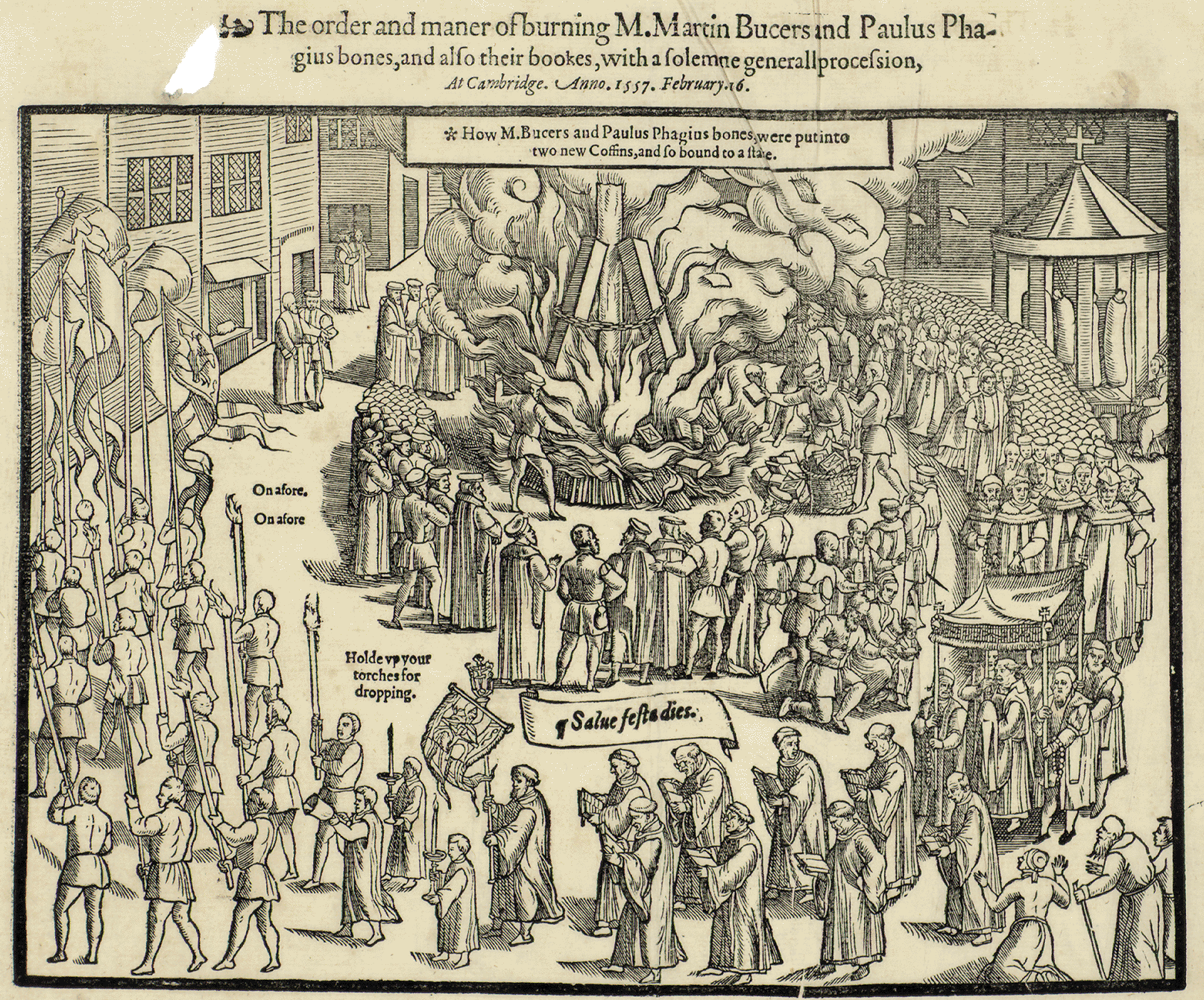
Le corps de Martin Bucer en proie aux flammes dans les Actes et Monuments de John Foxe.

Le royaume d'Angleterre est alors en pleine mutation économique, sociale et religieuse, se tournant très nettement vers le protestantisme, comme le souhaite Henri VIII. C'est pourquoi Bucer avait accepté l'invitation de l'archevêque de Canterbury Thomas Cranmer, jugeant qu'il serait peut-être d'une quelconque utilité dans la mise en place de la nouvelle doctrine. Cependant, la vision idyllique qu'il s'était forgée de ce pays ne correspondait nullement à la réalité, les paysans se révoltant sans cesse contre leurs seigneurs, provoquant un fort sentiment d'insécurité. Fagius et lui commencent tout d'abord par faire une nouvelle traduction latine de la Bible, puis ils s'installent à Cambridge où on leur propose de devenir professeurs. Fagius meurt malheureusement peu de temps après et Bucer est lui-même très affaibli. Une fois que sa femme et sa belle-fille l'ont rejoint, l'état de santé de Bucer s'améliore et il décide de faire un nouveau cours sur l'Épître aux Éphésiens. Il retrouve à Oxford l'un de ses anciens collègues strasbourgeois, le théologien protestant italien Pierre Martyr Vermigli.
Il est rapidement consulté pour organiser l'Église anglaise, comme il l'escomptait. Dans ce but, il rédige un traité sur l'ordination, qui est utilisé pour l'Ordinal officiel de 1550. Son avis est également pris en compte lors de la refonte en 1551 du Book of Common Prayer de 1549.
D'après les textes qu'on a pu retrouver, il se montre plutôt enthousiaste vis-à-vis de la liturgie anglicane. L'œuvre la plus importante qu'il rédige à cette époque est De regno Christi, qu'il termine en octobre 1550 et qu'il offre au jeune roi Édouard VI à l'occasion du Nouvel An, en espérant obtenir son aide dans la réalisation de ses idées. Dans ce gros ouvrage, publié en 1557 à Bâle et rapidement traduit en français, il expose ses idées sur la cité chrétienne et propose tout un ensemble de réformes destinées à l'Angleterre, qui brillent par leur réalisme quant aux possibilités politiques et sociales du royaume. Après l'écriture de ce livre, il se consacre à un nouveau cours, portant sur le ministère ecclésiastique et entame une longue discussion sur la Cène avec le réformateur Jan Łaski (Jean de Lasco), également réfugié en Angleterre.
À la mi-février 1551, il tombe gravement malade et meurt peu de temps plus tard dans la nuit du 28 février. Il a droit alors à de grandes funérailles. Cependant, à la suite de l'accession au trône de la catholique Marie Tudor, son corps est déterré, ainsi que celui de Fagius, et on les brûle publiquement comme hérétiques, avec leurs écrits, en 1556. Sa mémoire est solennellement réhabilitée en 1560 grâce à l'avènement d'Élisabeth Ire.

## Pensée et personnalité de Bucer

### Entre Luther et Zwingli
Bucer est toujours revenu à Luther après quelques éclipses de leur amitié et malgré des dissensions théologiques importantes. Cela ne l'a pas empêché d'accueillir les suggestions de Zwingli et d'Œcolampade, de vouloir aussi tenir compte des critiques justifiées des « sectaires », enfin de participer loyalement à des colloques où l'on rechercherait les possibilités d'entente avec l'Église catholique qu'il considérait, malgré toutes ses défaillances, comme gardienne de valeurs chrétiennes réelles. Il s'engagea particulièrement au service de l'unité entre les Chrétiens. Loin de vouloir revenir à l'ancienne Église catholique, il souhaitait une Église réformée, mais aussi unie et unique. Afin de tenter de réaliser ce souhait et de convaincre les différents tenants de la Réforme, il a effectué plus d'une quarantaine de voyages, ce qui était exceptionnel cette époque.Il essaya d'améliorer la vie chrétienne individuelle et la vie de l'Église, en insistant plus que Luther sur le Saint-Esprit qui rend possible la vie nouvelle. Il mobilisa les autorités civiles ainsi que l'école et la culture. De manière générale, il attachait une grande importance à la communauté, probablement parce qu'il avait un sens très prononcé de la famille.
Cependant, son rôle ingrat de conciliateur lui a valu d'être qualifié de personnage inconstant, que ce soit de son vivant ou après sa mort. Depuis quelques années, les spécialistes du réformateur strasbourgeois, comme Jean Rott, s'accordent à dire que, malgré ses volte-face tactiques, il avait des thèmes qui lui tenaient à cœur et qui revenaient par conséquent souvent dans ses propos. Il était notamment très attaché à sa vision de la confirmation, dont il est le père. En outre, il le reconnaissait lui-même, son style était plutôt obscur et verbeux. Pour l'historien américain MacCulloch, Bucer en a souffert et c'est ce qui l'aurait empêché de fonder une réelle Église protestante, malgré l'élaboration de la Confession tétrapolitaine. Néanmoins, ses textes abondent aussi en trouvailles originales. Il soutient la thèse d'une double prédestination divine, avec des élus et des réprouvés, mais avec une relative liberté de choix. Ainsi, l'engagement envers la communauté serait selon lui déjà quasiment une preuve de l'élection car les hommes ont comme mission première de faire progresser la réalisation du Christ sur Terre.
En outre, il serait faux de croire que Bucer n'était que focalisé sur l'unité de l'Église. Depuis les années 1920, il apparaît également comme un controversiste. Il a mené de nombreuses batailles contre l'Église catholique et ses théologiens (comme Konrad Treger (de), Thomas Murner ou Jean Eck), mais aussi contre les anabaptistes. S'il a pris en considération certaines réclamations de ces derniers, notamment au sujet de la discipline, il a rejeté vigoureusement leur distanciation vis-à-vis des autorités civiles et le baptême réservé à l'âge adulte.
Sa doctrine s'appuie essentiellement sur trois points : la prédication du pur Évangile, non glosé, l'administration des sacrements (baptême et eucharistie) et la discipline.
Sa devise latine Mihi patria coelum peut se traduire par « Ma patrie est le ciel » ou « Le ciel est ma patrie ».

### Postérité

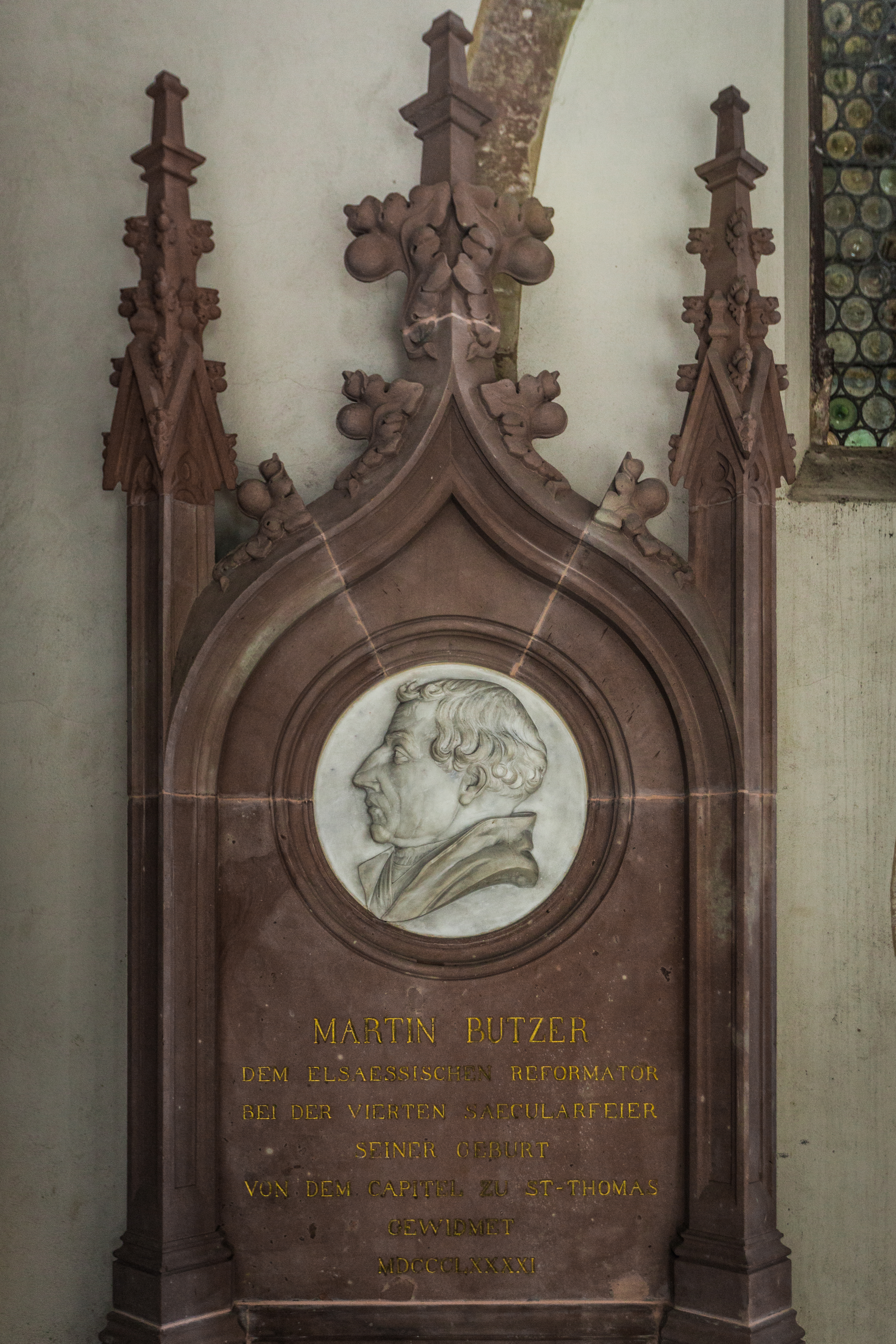
Monument funéraire de Martin Bucer, église Saint-Thomas de Strasbourg (1891).

Bucer fut l'un des plus actifs prédécesseurs du mouvement œcuménique. Sa pensée marqua particulièrement Jean Calvin, qui habita de 1538 à 1541 à Strasbourg. C'est sous son influence que ce dernier continua à écrire (en tant que laïc, il doutait de sa vocation), que ses réflexions ont mûri et qu'il put devenir un Réformateur capital lors de son retour à Genève. Il reprit et développa notamment les réflexions de Bucer à propos de la discipline.
Au-delà de Strasbourg, son influence se fit sentir pendant plusieurs décennies à travers l'Europe entière, en particulier en Hesse, en Suisse et en Allemagne du Sud. Il a été le seul réformateur européen de renom à venir en Angleterre et y a laissé une trace durable ; l'anglicanisme et le puritanisme s'inspirent de certaines de ses convictions. Certaines thèses, comme celle de Henning Graf Reventlov, affirment même que sans Bucer, on ne peut comprendre la place de l'Ancien Testament, ni la critique de la Bible par les déistes en Angleterre. Il faut toutefois tempérer ces propos, étant donné que les 42 articles de 1553, qui s'inspirent de De regno Christi, furent emportés par la Restauration catholique de Marie Tudor, puis remplacés par les 39 articles de la Restauration henricienne de 1563.
Bucer a également donné des impulsions déterminantes aux Vaudois d'Italie (où ses Enarrationes perpetuae in sacra quatuor evangelia eurent beaucoup de succès) et aux Frères moraves tchèques. Enfin, il a favorisé le développement de la théologie du réformateur suédois Olavus Petri, celui-ci lui faisant beaucoup d'emprunts, notamment de ses premiers textes (comme Le Traité de l'amour du prochain). En Alsace, son héritage se ressent par le développement d'un protestantisme aux visées pratiques qui a continué à insister sur la sanctification et sur la réconciliation entre les chrétiens. Jusqu'au XVIIe siècle, les portraits élogieux de Bucer étaient fréquents :

« L’Allemagne se sent, ô Bucer, très heureuse 

De t’avoir donné vie : elle s’en vante aussi.

Tes escrits jusqu’aux bouts de ce grand monde ci

Portent ton nom, ta gloire & grandeur valeureuse

Quant au cours de tes ans, l’Allemagne dira,

L’ay chassé, maugré moi, ce Bucer que j’aimoye,

L’Angleterre avou’ra, je l’ay garde en ioye,

Alors que dans mes bras sauf il se retira.

Son corps dans le tombeau, chez moy j’ay veu descendre.

D’où vient donc, Angleterre (ô forfait inhumain)

Qu’incontinent tu as de ta felonne main

Tire ce corps de terre & l’as réduit en cendre ?

Je m’abuse, Bucer : estant ainsi purgé

D’ordure, n’es-tu pas ores au ciel logé ? »

— Théodore de Bèze, Les vrais portraits des hommes illustres en piété et doctrine […].
Toutefois, son type d'Église ne lui a pas longtemps survécu. La Tétrapolitaine étant progressivement abandonnée, son œuvre sombra dans l'oubli, jusqu'à une redécouverte par des théologiens et des historiens du XXe siècle, grâce notamment aux biographies de Gustav Anrich et d'Hasting Eels. Après 1945, les études sur Bucer ont connu une véritable éclosion, ce qui a eu pour conséquence majeure une entreprise de réédition de ses œuvres. Un colloque européen s'est tenu en son honneur à Strasbourg du 28 au 31 août 1991.

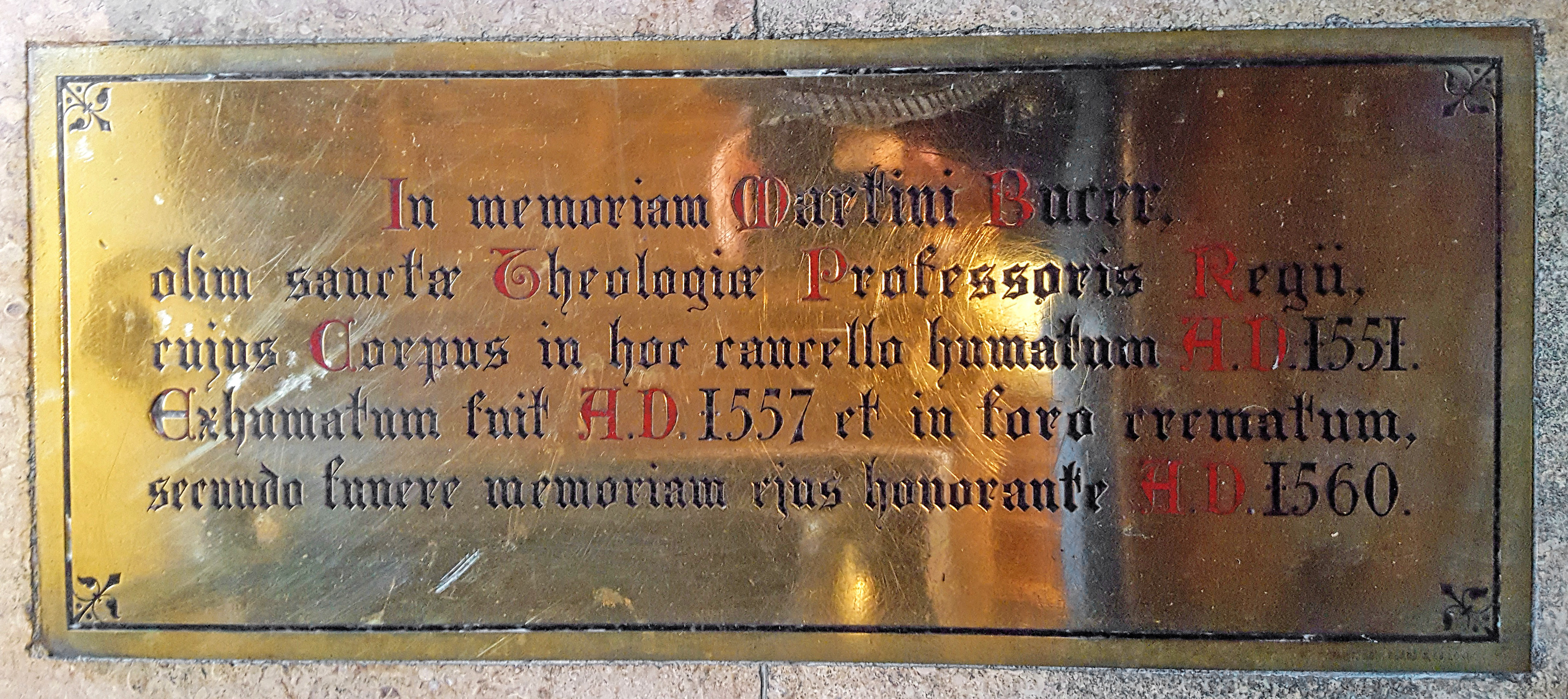
Plaque commémorative dans l'église Great St. Mary's de Cambridge.

Une plaque commémorative se trouve sur son lieu de naissance à Sélestat. Un monument funéraire est érigé en 1891 dans l'église Saint-Thomas afin de célébrer son souvenir et une rue de Strasbourg porte son nom depuis 1954.
À Cambridge, une plaque commémorative est visible dans l'église Great St. Mary's.
La mémoire de Martin Bucer est célébrée le 28 février dans le calendrier des saints de l’Église luthérienne (de).

## Œuvres principales
Martin Bucer était un écrivain prolifique, publiant souvent plusieurs textes par an. Il a laissé environ 150 écrits et on a conservé plus de 2 700 lettres. On peut toutefois dégager ses œuvres principales, qui ont souvent connu de multiples éditions et traductions, même s'il y a eu peu de traductions en français. En 1952, un Comité international, réuni à Strasbourg, décide de la publication des Opera Omnia de Bucer, réunissant tous ses écrits (tant ses livres que ses lettres). Les Opera Omnia sont réparties en trois séries : Deutsche Schrifften, Opera latina et Correspondance.

### Œuvres latines (BOL)
- Bucer, Quomodo S. Litterae pro Concionibus tractandae sint instructio, Un traité d’exégèse pratique de Bucer, édité par Pierre Scherding et François Wendel, RHPR 26/1, 1946, p. 32-75.
- Martini Buceri Opera Latina, tome XV : De Regno Christi, libri Duo, 1550, édité par François Wendel, Paris, PUF, 1955.
- Martini Buceri Opera Latina, tome XV bis : Du Royaume de Jésus-Christ, édition critique de la traduction française de 1558, texte établi par François Wendel, Paris, PUF, 1954.
- Martini Buceri Opera Latina, tome I, Leyde, Brill, 1982 : Marc Lienhard (éd.), De Coena Dominica ; Cornelis Augustijn (éd.), Epistola Apologetica, Pierre Fraenkel (éd.), Refutatio Locorum Eckii.
- Martini Buceri Opera Latina, tome II, Leyde, Brill, 1988 : Irena Backus (éd.), Ennarratio in Evangelium Iohannis (1528, 1530, 1536).
- Martini Buceri Opera Latina, tome III, Leyde, Brill, 1988 : Pierre Fraenkel (éd.), Martin Bucer et Matthew Parker, Florilegium Patristicum.
- Martini Buceri Opera Latina, tome IV, Leyde, Brill, 1988 : Pierre Fraenkel (éd.), Consilium theologicum privatim Conscriptum.
- Martini Buceri Opera Latina, tome V, Leyde, Brill, 2000 : William I. Hazlett (éd.), Defensio adversus Axiomata Catholicum, hoc est criminationem R. P. Roberti Episcopi Abrincensis (1534), Leyde, 2000.

### Deutsche Schriften (BDS)
- Tome 1 : Frühschriften 1520-1524, éd. par Robert Stupperich, Gütersloh, Paris, 1960.
- Tome 2 : Schriften der Jahre 1524-1528, éd. par Robert Stupperich, Gütersloh, Gütersloher Verlagshaus, Paris, PUF, 1962.
- Tome 3 : Confessio Tetrapolitana und die Schriften des Jahres 1531, éd. par Robert Stupperich, Gütersloh, Gütersloher Verlagshaus, Paris, PUF, 1969.
- Tome 4 : Zur auswärtigen Wirksamkeit 1528-1533, éd. par Robert Stupperich, Gütersloh, Gütersloher Verlagshaus, Paris, PUF, 1975.
- Tome 5 : Straßburg und Münster im Kampf um den rechten Glauben 1532-1534, éd. par Robert Stupperich, Gütersloh, Gütersloher Verlagshaus, 1978.
- Tome 6, 1 : Wittenberger Konkordie (1536). Schriften zur Wittenberger Konkordie (1534-1537), éd. par Robert Stupperich, Marijn de Kroon et Hartmut Rudolf, Gütersloh, Gütersloher Verlagshaus, 1988.
- Tome 6, 2 : Zum Ius Reformationis: Obrigkeitsschriften aus dem Jahre 1535. Dokumente zur 2. Straßburger Synode von 1539, éd. par Robert Stupperich, Gütersloh, Gütersloher Verlagshaus, 1984.
- Tome 6, 3 : Martin Bucers Katechismen aus den Jahren 1534, 1537, 1543, éd. par Robert Stupperich, Gütersloh, Gütersloher Verlagshaus, 1987.
- Tome 7 : Schriften der Jahre 1538-1539, éd. par Robert Stupperich, Gütersloh, Gütersloher Verlagshaus, Paris, PUF, 1964.
- Tome 8 : Abendmahlsschriften 1529-1541, éd. par Stephen E. Buckwalter, Gütersloh, Gütersloher Verlagshaus, 1995.
- Tome 9, 1 : Martin Bucers Deutsche Schriften : Religionsgespräche (1539-1541), éd. par Cornelis Augustijn, avec la coll. de Marijn de Kroon, Gütersloh, Gütersloher Verlagshaus, Paris, PUF, 1995.
- Tome 9, 2 : Religionsgespräche (1541-1542), éd. par Cornelis Augustijn, Gütersloh, Gütersloher Verlagshaus, 2007.
- Tome 10 : Schriften zu Ehe und Eherecht, éd. par Stephen E. Buckwalter et Hans Schulz, avec la coll. de Thomas Wilhelmi, Gütersloh, Gütersloher Verlagshaus, 2001.
- Tome 11, 1 : Schriften zur Kölner Reformation, éd. par Christoph Strohm et Thomas Wilhelmi, avec la coll. de Stephen E. Buckwalter, Gütersloh, Gütersloher Verlagshaus, 1999.
- Tome 11, 2 : Schriften zur Kölner Reformation, éd. par Thomas Wilhelmi, Gütersloh, Gütersloher Verlagshaus, 2003.
- Tome 11, 3 : Schriften zur Kölner Reformation, éd. par Thomas Wilhelmi, Gütersloh, Gütersloher Verlagshaus, 2006.
- Tome 12 : Schriften zu Kirchengütern und zum Basler Universitätsstreit (1538-1545), éd. par Stephen E. Buckwalter, Gütersloh, Gütersloher Verlagshaus, 2007.
- Tome 13 : Unionsschriften (1542-1545), éd. par Thomas Wilhelmi, Gütersloh, Gütersloher Verlagshaus, 2011.
- Tome 14 : Schriften zu Täufertum und Spiritualismus (1531-1546), éd. par Stephen E. Buckwalter, Gütersloh, Gütersloher Verlagshaus, 2011.
- Tome 15 : Schriften zur Reichsreligionspolitik der Jahre 1545-1546, éd. par Suzanne Haag, en coll. avec Albert de Lange, Gütersloh, Gütersloher Verlagshaus, Paris, PUF, 2011.
- Tome 16 : Nachträge 1531-1541, éd. par Stephen E. Buckwalter et Thomas Wilhelmi, Gütersloh, Gütersloher Verlagshaus, 2013.
- Tome 17 : Die letzten Straßburger Jahre 1546-1549. Schriften zur Gemeindereformation und zum Augsburger Interim, éd. par Stephen E. Buckwalter et Thomas Wilhelmi, Gütersloh, Gütersloher Verlagshaus, 2015.
- Tome 18 : Nachträge 1541-1551 sowie Ergänzungen und Korrekturen, éd. par Stephen E. Buckwalter et Thomas Wilhelmi, Gütersloh, Gütersloher Verlagshaus, 2013.
- Tome 19 : Registerband, élaboré par Daniel Degen et Stephen E. Buckwalter, Gütersloh, Gütersloher Verlagshaus, 2016.

### Traductions françaises

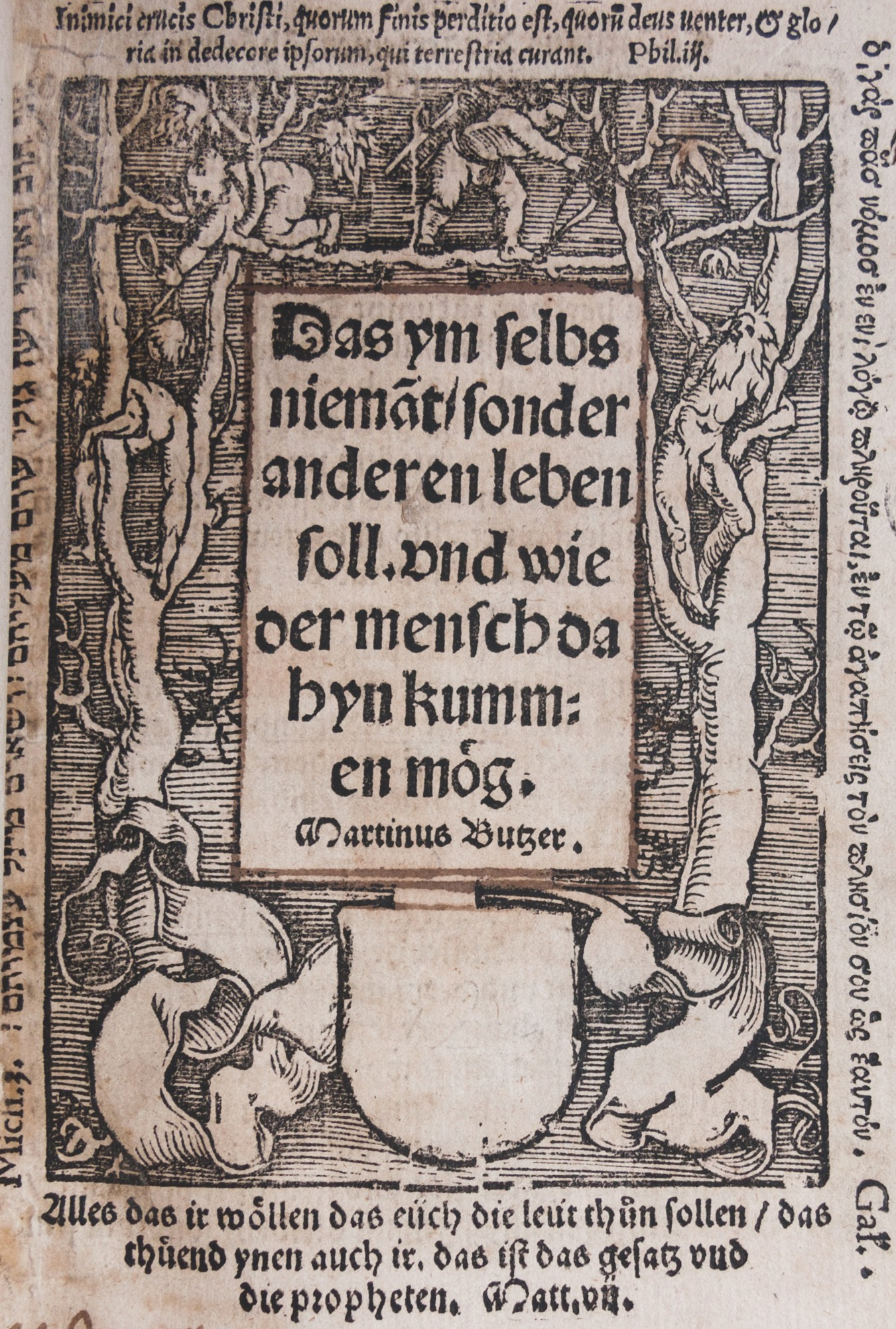
Le traité de l'amour du prochain (1523). Coll. Médiathèque protestante de Strasbourg.

- Traité de l’Amour du Prochain, Paris, PUF, 1949.
- « Résumé sommaire de la Doctrine chrétienne », Cahiers de la RHPR, no 33, 1951.
- Du Royaume de Jésus Christ, Gütersloh, Gütersloher Verlagshaus, Paris, PUF, 1954.

### Correspondance (BCor)
- Tome I (jusqu’en 1524), éd. par Jean Rott, Leyde, Brill, 1979.
- Tome II (1524-1526), éd. par Jean Rott avec la coll. de Reinhold Friedrich, Leyde, Brill, 1989.
- Tome III (1527-1529), éd. par Christian Krieger et Jean Rott avec la coll. de Matthieu Arnold et Reinhold Friedrich, Leyde, Brill, 1995.
- Tome IV (janvier-septembre 1530), éd. par Reinhold Friedrich, Berndt Hamm et Andreas Puchta, en coll. avec Matthieu Arnold et Christian Krieger, Leyde, Brill, 2000.
- Tome V (septembre 1530-mai 1531), éd. par Reinhold Friedrich, Berndt Hamm, Roland Liebenberg et Andreas Puchta, en coll. avec Matthieu Arnold et Christian Krieger, Leyde, Brill, 2004.
- Tome VI (mai-octobre 1531), éd. par Reinhold Friedrich, Berndt Hamm, Wolfgang Simon et Matthieu Arnold, en coll. avec Christian Krieger, Leyde, Brill, 2006.
- Tome VII (octobre 1531-mars 1532), éd. par Berndt Hamm, Reinhold Friedrich et Wolfgang Simon, en coll. avec Matthieu Arnold, Leyde, Brill, 2008.
- Tome VIII (avril 1532-août 1532), éd. par Berndt Hamm, Reinhold Friedrich et Wolfgang Simon, en coll. avec Matthieu Arnold et Christian Krieger, Leyde, Brill, 2011.
- Tome IX (septembre 1532-juin 1533), éd. par Berndt Hamm, Reinhold Friedrich et Wolfgang Simon, en coll. avec Matthieu Arnold et Christian Krieger, Leyde, Brill, 2014.
- Tome X (juillet 1533-décembre 1533), éd. par Berndt Hamm, Reinhold Friedrich et Wolfgang Simon, en coll. avec Matthieu Arnold et Christian Krieger, Leyde, Brill, 2016.